# Алта-фіорд
Алта-фіорд (норв. Altafjorden, фін. Alattionvuono) — фіорд Атлантичного океану на північному берегу муніципалітета Алта в провінції (фюльке) Фіннмарк у Норвегії. Має довжину 38 км, пролягає від міста Алта на півдні до островів Стьєрнея (Стьєрнейа) і Сейланн. Фіорд розділяється на дві затоки перед Норвезьким морем. З півдня в районі міста Алта у фіорд впадає 200-км річка Алтаельв. Іноді зустрічаються назви Альта-фіорд та Альтен-фіорд.
За часів Другої світової війни, після німецької окупації Норвегії, в одній із бокових гілок Алта-фіорда — Ко-фіорді — розташували військово-морську базу Крігсмаріне. Протягом 1942—1944 років тут базувався найпотужніший лінкор німецького флоту — «Тірпіц», на який британський флот та повітряні сили проводили неодноразові атаки. У вересні 1943 року в ході операції «Сорс» на нього полювали надмалі підводні човни типу «X». Пізніше Королівська військова авіація здійснювала неодноразові нальоти на місце базування лінкора: операція «Тангстен» (квітень 1944 року), «Маскот» (липень 1944 року), «Гудвуд» (серпень 1944 року), «Параван» (вересень 1944 року). Після цієї операції «Тірпіц» перемістили до Тромсе, де врешті-решт у листопаді 1944 року його потопили при проведенні бомбардування в ході операції «Катехізм».
На початок XXI століття в Алта-фіорді розміщено «Музей лінкора „Тірпіц“» (норв. Tirpitz Museum Alta).